# Фонсека, Адриана
Адриана Фонсека (исп. Adriana Fonseca; род. 16 марта 1977, Веракрус, Мексика) — мексиканская актриса и модель. Наиболее известна по главной роли в сериале «Храброе сердце».

## Биография
Адриана Фонсека Кастелльянос родилась 16 марта 1977 года в городе Веракрус, Мексика. Отец — Уго Фонсека, мать — Гилермина Кастельянос. У неё также есть младшая сестра - Жаклин и младший брат - Уго.
Встречалась с актёром Хуаном Солером, но пара быстро рассталась.Также актриса встречалась с Хорхе Ван Ранкином, но их роман  тоже распался. На съёмках сериала «Наперекор судьбе» она начала встречаться с Армандо Араиза, который по сюжету играл её жениха в самом начале новеллы. Позже постояла в отношениях с Хуаном Феррара.
9 октября 2012 года Адриана вышла замуж за менеджера Икера Кальдерона.

## Карьера
Актёрская карьера Адрианы начинается с участия в мексиканском телевизионном шоу. В 16 лет она поступает в театральное училище Centro de Education Artistica. Затем Фонсека снялась в нескольких сериалах, среди которых «Богиня любви» («Gotita de amor»), «Precioca», «Mujer Bonita».
В 1997 году победила в мексиканском конкурсе красоты «El Rostro del Heraldo» («Лицо Херальдо»), учредитель которого являлась газета «Heraldo». В 1998 году Адриану приглашают в мексиканскую теленовелу «Узурпаторша» («La Usurpadora»). В 1999 году актриса окончательно укрепляет свои позиции, сыграв в мыльной опере «Росалинда» («Rosalinda») роль сестры Розалинды — Люси.
В 2000 году играла в 115-серийной новелле «Друзья навеки» («Amigos X Siempre»), а также в спектакле «Mama nos guita los nobios». В 2001 году её карьера продолжилась участием в сериале «Попробуй забыть меня» («Atrevete a Olvidarme»). С 2003 по 2004 год снималась в сериале «Ночная Мариана» («Mariana de la Noche»), в 2005 году — «Наперекор судьбе» («Contra Viento y Marea»). В 2007 году она сыграла в американо-мексиканском проекте «Хочу быть с тобой» («Quiero Contigo»). С 2012 по 2013 год играла главную роль в сериале «Храброе сердце».
С 2017 года у неё свой канал на YouTube, где она делиться анекдотами, советами по актёрскому мастерству, упражнения и советами по здоровью.

## Награды и номинации
| Год  | Награда           | Категория                    | Работа         | Результат |
| ---- | ----------------- | ---------------------------- | -------------- | --------- |
| 2004 | TVyNovelas        | Лучшая актриса второго плана | Ночная Мариана | Номинация |
| 2012 | People en Español | Лучшая актриса               | Храброе сердце | Номинация |